# Pohár mistrů 2024 (florbal)
Pohár mistrů 2024 (anglicky Champions Cup) byl turnajem pro nejlepší kluby soutěží čtyřech nejlepších florbalových zemí ze sezóny 2022/2023. Byl to 29. ročník turnaje celkem a první s novým systémem se čtyřmi účastníky z každé země a zápasy pořádanými kluby v domácím prostředí.
Vítězem mužského turnaje se jako první český tým v historii stal Tatran Střešovice po porážce pětinásobného vítěze a obhájce titulu švédského týmu IBF Falun. Finálový zápas se odehrál v Praze. Tatran v této sezóně získal tzv. treble, poté, co následně zvítězil v národním poháru a obhájil i ligový titul.
V ženském turnaji titul obhájil švédský tým Thorengruppen IBK po vítězství nad Pixbo IBK.

## Kvalifikované týmy
Turnaje se účastnily dva ženské a dva mužské týmy za každou ze čtyř nejlepších florbalových zemí, tedy Švédska, Česka, Finska a Švýcarska. V první řadě to byli vítězové nejvyšších národních ligových soutěží. Druzí zástupci vzešli z národních pohárových soutěží. Protože českou ženskou ligu i pohár vyhrál tým 1. SC Vítkovice, kvalifikoval se jako druhý ženský účastník vicemistr ligy, tým FBC Ostrava. Ze stejných důvodů se kvalifikoval i vicemistr finské ženské ligy, tým Classic.
| Konference | Země (liga)                        | Vítěz ligy        | Vítěz poháru         |
| ---------- | ---------------------------------- | ----------------- | -------------------- |
| Severní    | Švédsko (Švédská Superliga)        | Storvreta IBK     | IBF Falun            |
| Severní    | Finsko (F-Liiga)                   | TPS               | Classic              |
| Jižní      | Česko (Superliga florbalu)         | Tatran Střešovice | FbŠ Bohemians Praha  |
| Jižní      | Švýcarsko (Unihockey Prime League) | SV Wiler-Ersigen  | Floorball Köniz Bern |

| Konference | Země (liga)                        | Vítěz ligy            | Vítěz poháru/Vicemistr ligy |
| ---------- | ---------------------------------- | --------------------- | --------------------------- |
| Severní    | Švédsko (Švédská Superliga)        | Thorengruppen IBK     | Pixbo IBK                   |
| Severní    | Finsko (F-Liiga)                   | TPS                   | Classic (vicemistr)         |
| Jižní      | Česko (Extraliga žen)              | 1. SC Vítkovice       | FBC Ostrava (vicemistr)     |
| Jižní      | Švýcarsko (Unihockey Prime League) | Kloten-Dietlikon Jets | Zug United                  |

## Mužský turnaj
První kolo čtvrtfinále pořádali vítězové pohárových soutěží proti vítězům ligových soutěží z druhé země konference. Severní konference ho odehrála 19. srpna 2023, jižní pak 13. a 16. září. Druhé kolo (včetně rozhodujících prodloužení) pořádali mistři ligových soutěží. Severní konference ho odehrála 26. a 27. srpna 2023, jižní pak 16. a 23. září. Z českých týmů do semifinále postoupil Tatran Střešovice. Soupeři pro semifinále se losovali 25. září. První kolo semifinále se hrálo 22. a 26. listopadu, oba zápasy skončily remízou, druhé kolo se hrálo 29. listopadu a 2. prosince. Tatran postoupil do finále, které se pořádalo 27. ledna 2024 v UNYP Areně v Praze. Český tým v něm zvítězil poměrem 6:4 nad švédským IBF Falun. Tatran se tak stal historicky prvním českým týmem, který vyhrál Pohár mistrů.

### Pavouk
|  | Čtvrtfinále (na zápasy) | Čtvrtfinále (na zápasy) |                   |   | Semifinále (na zápasy) | Semifinále (na zápasy) |  |  | Finále (skóre) | Finále (skóre) |
|  |                         |                         |                   |   |                        |                        |  |  |                |                |
|  |                         |                         |                   |   |                        |                        |  |  |                |                |
|  | TPS                     | 0                       |                   |   |                        |                        |  |  |                |                |
|  | TPS                     | 0                       |                   |   |                        |                        |  |  |                |                |
|  | IBF Falun               | 2                       |                   |   |                        |                        |  |  |                |                |
|  | IBF Falun               | 2                       | IBF Falun         | 1 |                        |                        |  |  |                |                |
|  |                         |                         | IBF Falun         | 1 |                        |                        |  |  |                |                |
|  |                         | Storvreta IBK           | 0                 |   |                        |                        |  |  |                |                |
|  | Storvreta IBK           | Storvreta IBK           | 0                 | 1 |                        |                        |  |  |                |                |
|  | Storvreta IBK           |                         |                   | 1 |                        |                        |  |  |                |                |
|  | Classic                 | 1                       |                   |   |                        |                        |  |  |                |                |
|  | Classic                 | 1                       | IBF Falun         | 4 |                        |                        |  |  |                |                |
|  |                         |                         | IBF Falun         | 4 |                        |                        |  |  |                |                |
|  |                         | Tatran Střešovice       | 6                 |   |                        |                        |  |  |                |                |
|  | Tatran Střešovice       | Tatran Střešovice       | 6                 | 2 |                        |                        |  |  |                |                |
|  | Tatran Střešovice       |                         |                   | 2 |                        |                        |  |  |                |                |
|  | Floorball Köniz Bern    | 0                       |                   |   |                        |                        |  |  |                |                |
|  | Floorball Köniz Bern    | 0                       | Tatran Střešovice | 0 |                        |                        |  |  |                |                |
|  |                         |                         | Tatran Střešovice | 0 |                        |                        |  |  |                |                |
|  |                         | SV Wiler-Ersigen        | 0                 |   |                        |                        |  |  |                |                |
|  | SV Wiler-Ersigen        | SV Wiler-Ersigen        | 0                 | 1 |                        |                        |  |  |                |                |
|  | SV Wiler-Ersigen        |                         |                   | 1 |                        |                        |  |  |                |                |
|  | FbŠ Bohemians Praha     | 1                       |                   |   |                        |                        |  |  |                |                |
|  | FbŠ Bohemians Praha     | 1                       |                   |   |                        |                        |  |  |                |                |

Časy zápasů jsou lokální, ve středoevropském čase, pokud není uvedeno jinak.

### Čtvrtfinále
| 19. srpna 2023 13:00 | IBF Falun | 12 : 5 (2:1, 6:2, 4:2) | TPS | Guide Arena, Falun Návštěvnost: 537 |  |

| Zpráva |

| 27. srpna 2023 15:00 VELČ | TPS | 4 : 6 (3:2, 1:1, 0:3) | IBF Falun | Kupittaan Palloiluhalli, Turku Návštěvnost: 417 |  |

| Zpráva |

0 : 2 na zápasy pro IBF Falun.
| 19. srpna 2023 15:00 VELČ | Classic | 2 : 1 (0:0, 1:1, 1:0) | Storvreta IBK | Bläk Boks, Lempäälä Návštěvnost: 605 |  |

| Zpráva |

| 26. srpna 2023 16:00 | Storvreta IBK | 6 : 5 (1:0, 0:4, 5:1) | Classic | IFU Arena, Uppsala Návštěvnost: 1220 |  |

| Zpráva |

1 : 1 na zápasy. O postupu týmu Storvreta IBK rozhodlo vítězství v prodloužení druhého kola.
| 16. září 2023 16:00 | Floorball Köniz Bern | 2 : 5 (1:1, 1:1, 0:3) | Tatran Střešovice | Mobiliar Arena, Gümligen Návštěvnost: 861 |  |

| Zpráva |

| 23. září 2023 18:00 | Tatran Střešovice | 10 : 2 (2:0, 2:1, 6:1) | Floorball Köniz Bern | SC Řepy, Praha Návštěvnost: 572 |  |

| Zpráva |

2 : 0 na zápasy pro Tatran Střešovice.
| 13. září 2023 19:00 | FbŠ Bohemians Praha | 5 : 4 (3:1, 1:3, 1:0) | SV Wiler-Ersigen | UNYP Arena, Praha Návštěvnost: 843 |  |

| Zpráva |

| 16. září 2023 19:30 | SV Wiler-Ersigen | 5 : 3 (1:1, 1:2, 3:0) | FbŠ Bohemians Praha | Mobiliar Arena, Gümligen Návštěvnost: 987 |  |

| Zpráva |

1 : 1 na zápasy. O postupu týmu SV Wiler-Ersigen rozhodlo vítězství v prodloužení druhého kola.

### Semifinále
| 22. listopadu 2023 18:30 | Storvreta IBK | 5 : 5 (0:3, 4:1, 1:1) | IBF Falun | IFU Arena, Uppsala Návštěvnost: 1013 |  |

| Zpráva |

| 29. listopadu 2023 19:00 | IBF Falun | 4 : 4 (1:0, 1:3, 2:1) | Storvreta IBK | Guide Arena, Falun Návštěvnost: 2168 |  |

| Zpráva |

0 : 0 na zápasy. O postupu týmu IBF Falun rozhodly nájezdy po nerozhodném prodloužení druhého kola.
| 26. listopadu 2023 18:00 | SV Wiler-Ersigen | 3 : 3 (0:0, 1:1, 2:2) | Tatran Střešovice | Arena Grossmatt, Kirchberg Návštěvnost: 965 |  |

| Zpráva |

| 2. prosince 2023 17:00 | Tatran Střešovice | 3 : 3 (3:2, 0:1, 0:0) | SV Wiler-Ersigen | SC Řepy, Praha Návštěvnost: 873 |  |

| Zpráva |

0 : 0 na zápasy. O postupu týmu Tatran Střešovice rozhodlo vítězství v prodloužení druhého kola.

### Finále
| 27. ledna 2024 18:00 | IBF Falun | 4 : 6 (2:1, 0:1, 2:4) | Tatran Střešovice | UNYP Arena, Praha Návštěvnost: 1450 |  |

| Zpráva |

Zdroj:

### Čeští účastníci v zahraničních týmech
- Classic  – Adam Hemerka
- Storvreta IBK  – Filip Langer a Ondřej Němeček
- SV Wiler-Ersigen  – Radek Sikora (mladší) – Radek Sikora (asistent trenéra)

## Ženský turnaj
První kolo čtvrtfinále pořádali vítězové pohárových soutěží (resp. vicemistři ligy) proti vítězům ligových soutěží z druhé země konference. Severní konference ho odehrála 19. a 20. srpna 2023, jižní pak 16. září. Druhé kolo (včetně rozhodujících prodloužení) pořádali mistři ligových soutěží. Severní konference ho odehrála 26. srpna 2023, jižní pak 23. září. Ani jeden český tým do semifinále nepostoupil. Soupeři pro semifinále se losovali 25. září. První kolo semifinále se hrálo 4. a 5. listopadu, druhé pak 10. a 11. listopadu. Finále se hrálo 26. ledna 2024 ve Wallenstam Areně v Mölnlycke mezi dvěma švédskými týmy Thorengruppen IBK a Pixbo IBK. Titul obhájil Thorengruppen. Za Pixbo hrála kapitánka české reprezentace Eliška Krupnová.

### Pavouk
|  | Čtvrtfinále (na zápasy) | Čtvrtfinále (na zápasy) |                       |   | Semifinále (na zápasy) | Semifinále (na zápasy) |  |  | Finále (skóre) | Finále (skóre) |
|  |                         |                         |                       |   |                        |                        |  |  |                |                |
|  |                         |                         |                       |   |                        |                        |  |  |                |                |
|  | Thorengruppen IBK       | 2                       |                       |   |                        |                        |  |  |                |                |
|  | Thorengruppen IBK       | 2                       |                       |   |                        |                        |  |  |                |                |
|  | Classic                 | 0                       |                       |   |                        |                        |  |  |                |                |
|  | Classic                 | 0                       | Thorengruppen IBK     | 2 |                        |                        |  |  |                |                |
|  |                         |                         | Thorengruppen IBK     | 2 |                        |                        |  |  |                |                |
|  |                         | Zug United              | 0                     |   |                        |                        |  |  |                |                |
|  | 1. SC Vítkovice         | Zug United              | 0                     | 0 |                        |                        |  |  |                |                |
|  | 1. SC Vítkovice         |                         |                       | 0 |                        |                        |  |  |                |                |
|  | Zug United              | 2                       |                       |   |                        |                        |  |  |                |                |
|  | Zug United              | 2                       | Thorengruppen IBK     | 4 |                        |                        |  |  |                |                |
|  |                         |                         | Thorengruppen IBK     | 4 |                        |                        |  |  |                |                |
|  |                         | Pixbo IBK               | 3                     |   |                        |                        |  |  |                |                |
|  | Kloten-Dietlikon Jets   | Pixbo IBK               | 3                     | 1 |                        |                        |  |  |                |                |
|  | Kloten-Dietlikon Jets   |                         |                       | 1 |                        |                        |  |  |                |                |
|  | FBC Ostrava             | 1                       |                       |   |                        |                        |  |  |                |                |
|  | FBC Ostrava             | 1                       | Kloten-Dietlikon Jets | 0 |                        |                        |  |  |                |                |
|  |                         |                         | Kloten-Dietlikon Jets | 0 |                        |                        |  |  |                |                |
|  |                         | Pixbo IBK               | 2                     |   |                        |                        |  |  |                |                |
|  | TPS                     | Pixbo IBK               | 2                     | 0 |                        |                        |  |  |                |                |
|  | TPS                     |                         |                       | 0 |                        |                        |  |  |                |                |
|  | Pixbo IBK               | 2                       |                       |   |                        |                        |  |  |                |                |
|  | Pixbo IBK               | 2                       |                       |   |                        |                        |  |  |                |                |

Časy zápasů jsou lokální, ve středoevropském čase, pokud není uvedeno jinak.

### Čtvrtfinále
| 20. srpna 2023 13:00 VELČ | Classic | 4 : 9 (0:2, 1:5, 3:2) | Thorengruppen IBK | Bläk Boks, Lempäälä Návštěvnost: 305 |  |

| Zpráva |

| 26. srpna 2023 15:00 | Thorengruppen IBK | 12 : 2 (3:2, 3:0, 6:0) | Classic | Thoren Arena, Umeå Návštěvnost: 418 |  |

| Zpráva |

2 : 0 na zápasy pro Thorengruppen IBK.
| 16. září 2023 17:00 | Zug United | 4 : 1 (0:1, 2:0, 2:0) | 1. SC Vítkovice | Kantonsschule Zug, Zug Návštěvnost: 250 |  |

| Zpráva |

| 23. září 2023 17:00 | 1. SC Vítkovice | 5 : 7 (3:0, 1:5, 1:2) | Zug United | SC Dubina, Ostrava Návštěvnost: 415 |  |

| Zpráva |

0 : 2 na zápasy pro Zug United.
| 16. září 2023 18:30 | FBC Ostrava | 3 : 2 (1:2, 2:0, 0:0) | Kloten-Dietlikon Jets | ČPP Aréna, Ostrava Návštěvnost: 428 |  |

| Zpráva |

| 23. září 2023 18:30 | Kloten-Dietlikon Jets | 4 : 1 (1:0, 1:1, 2:0) | FBC Ostrava | Sporthalle Ruebisbach, Kloten Návštěvnost: 421 |  |

| Zpráva |

1 : 1 na zápasy. O postupu týmu Kloten-Dietlikon Jets rozhodly nájezdy po nerozhodném prodloužení druhého kola.
| 19. srpna 2023 15:00 | Pixbo IBK | 13 : 6 (3:2, 7:1, 3:3) | TPS | Wallenstam Arena, Mölnlycke Návštěvnost: 352 |  |

| Zpráva |

| 26. srpna 2023 16:00 VELČ | TPS | 4 : 9 (1:4, 3:0, 0:5) | Pixbo IBK | Kupittaan Palloiluhalli, Turku Návštěvnost: 225 |  |

| Zpráva |

0 : 2 na zápasy pro Pixbo IBK.

### Semifinále
| 4. listopadu 2023 18:00 | Zug United | 3 : 16 (0:2, 2:4, 1:10) | Thorengruppen IBK | Kantonsschule Zug, Zug Návštěvnost: 399 |  |

| Zpráva |

| 10. listopadu 2023 19:00 | Thorengruppen IBK | 15 : 2 (5:1, 4:1, 6:0) | Zug United | Thoren Arena, Umeå Návštěvnost: 562 |  |

| Zpráva |

2 : 0 na zápasy pro Thorengruppen IBK.
| 5. listopadu 2023 13:00 | Pixbo IBK | 6 : 2 (2:0, 3:1, 1:1) | Kloten-Dietlikon Jets | Wallenstam Arena, Mölnlycke Návštěvnost: 189 |  |

| Zpráva |

| 11. listopadu 2023 18:00 | Kloten-Dietlikon Jets | 5 : 10 (1:5, 1:4, 3:1) | Pixbo IBK | Sporthalle Stighag, Kloten Návštěvnost: 325 |  |

| Zpráva |

0 : 2 na zápasy pro Pixbo IBK.

### Finále
| 26. ledna 2024 19:00 | Thorengruppen IBK | 4 : 3 (1:2, 3:0, 0:1) | Pixbo IBK | Wallenstam Arena, Mölnlycke Návštěvnost: 1568 |  |

| Zpráva |

Zdroj:

### České účastnice v zahraničních týmech
- Pixbo IBK   – Eliška Krupnová
- Zug United  – Denisa Ratajová, Martina Řepková a Ivana Šupáková – Natálie Martináková (trenérka)